# Alberto Albamonte
Alberto Gustavo Albamonte (Buenos Aires 1949) es un empresario argentino, presidente de las cadenas hoteleras internacionales Howard Johnson y Days Inn de Argentina. Entre 1987 y 1995 se desempeñó como diputado nacional por el partido político Unión del Centro Democrático (Ucedé).

## Biografía
Nació en Buenos Aires en 1949. Estudió Derecho en la Universidad de Buenos Aires y se dedicó al comercio exterior y al periodismo antes de entrar a la política. Hizo el servicio militar y fundó una fábrica de almohadas con dos amigos. Trabajó en un frigorífico y creó su propia empresa, que importaba y exportaba productos ganaderos.
Durante 10 años, presentó un programa de televisión de temática política, llamado Control de Gestión.
Su segundo casamiento fue realizado en la Quinta presidencial de Olivos, gracias a la buena relación que tenía con el presidente Carlos Menem.

### Carrera política
En 1982 a pesar de estar «desencantado con el país» y estar por irse a vivir a los Estados Unidos, decidió entrar a la política por el partido Unión del Centro Democrático ya que era liberal. Se postuló y fue elegido diputado en las elecciones legislativas de 1987 representando a la provincia de Buenos Aires, y en las elecciones legislativas de 1991 conseguiría su reelección por otro período de cuatro años, representando a la Ciudad autónoma de Buenos Aires. Como diputado participó en la reforma de la Constitución Nacional Argentina en 1994.
En 1985 fue noticia debido a que recorrió Avenida Cabildo y Juramento junto a un elefante y se montó para las fotografías de los periodistas. El elefante fue utilizado como un símbolo para dimensionar el tamaño del Estado. Este portaba una sábana que tenía los nombres de las empresas estatales de ese momento.
En 1990 fue uno de los principales opositores a la reforma propuesta por el gobernador de Buenos Aires Antonio Cafiero para poder postularse a la reelección para gobernador. Finalmente la reforma sería rechazada a través de un plebiscito.
Fue candidato a gobernador de la provincia de Buenos Aires en las elecciones provinciales de 1991 por la Ucedé. Su fórmula terminó obteniendo el 7,23% de los votos, quedando cuarto y perdiendo ante Eduardo Duhalde.

### Vida posterior
En 1995 tras no convencer a Menem de que no se postule para la reelección, y que en su lugar compita Carlos Reutemann, decidió dejar la política y volver al sector privado. Empezó a trabajar con Eduardo Eurnekian, como director del Multimedios América y en 1997 compró junto a Eurnekian, la licencia de las cadenas hoteleras Howard Johnson para el país. Tras ganar la licitación de Aeropuertos Argentina 2000, Albamonte se separó de Eurnekian y se quedó con el 100% de la cadena hotelera.

## Obra
- La caída del Muro de Berlín y su implicancia social y económica en América Latina (1991).
- El Gaucho, nuestro arquetipo (1992).
- Historia de la Inmigración en Argentina (1992).
- El Liberalismo, fuente de riqueza para todos (1993).
- El rol del Estado en una sociedad moderna (1994).
- La Reforma Constitucional: aciertos y errores (1995)
- El retroceso de la Seguridad Jurídica en Argentina (2001).
- El Turismo: un gran desafío argentino (2004).
- La Globalización, en materia económica, cultural y social (2006)